# Alphonse Gomis
Alphonse Gomis (* 14. Oktober 1965) ist ein ehemaliger senegalesischer Skirennläufer.

## Karriere
Alphonse Gomis vertrat den Senegal gemeinsam mit Lamine Guèye bei den Olympischen Winterspielen 1992 in Albertville. Gomis erreichte als beste Platzierung den 74. Rang im Riesenslalom. Er startete auch in allen anderen Disziplinen, schied dort jedoch aus.
Am 5. Dezember 1992 gab er sein Weltcupdebüt beim Super-G von Val-d’Isère. Er belegte mit fast 13 Sekunden Rückstand den vorletzten Platz und konnte lediglich seinen Teamkollegen Guèye knapp hinter sich lassen. Auf den Drittletzten, den Belgier Eric Stappers, hatte er fast fünf Sekunden Rückstand. Sein letztes internationales Rennen bestritt Gomis am 18. Dezember 1993 bei der Abfahrt auf der Saslong in Gröden. Danach ist er nicht mehr als Rennläufer in Erscheinung getreten.

## Erfolge

### Olympische Winterspiele
- Albertville 1992: 74. Riesenslalom, DNF Abfahrt, DNF Super-G, DNF Slalom, DNF Alpine Kombination